# Myriosclerotinia curreyana
Myriosclerotinia curreyana är en svampart som först beskrevs av Berk. ex Curr., och fick sitt nu gällande namn av N.F. Buchw. 1947. Myriosclerotinia curreyana ingår i släktet Myriosclerotinia och familjen Sclerotiniaceae.  Arten är reproducerande i Sverige. Inga underarter finns listade i Catalogue of Life.